# Belenois margaritacea
Belenois margaritacea é uma borboleta da família Pieridae. Pode ser encontrada no Quénia e na Tanzânia.  O habitat desta borboleta é constituído por florestas montanhosas.
As larvas alimentam-se das espécies de Maerua, Capparis e Ritchiea.

## Sub-espécies
- B. m. margaritacea (sudoeste do Quénia)
- B. m. intermedia Kielland, 1982 (leste da Tanzânia)
- B. m. kenyensis (Joicey & Talbot, 1927) (sudeste do Quénia)
- B. m. plutonica (Joicey & Talbot, 1927) (Tanzânia)
- B. m. somereni (Talbot, 1928) (Quénia central)